# World Wrestling Council
La World Wrestling Council è una federazione di wrestling portoricana.

## Storia

### Capitol Sports Promotions
Fondata nel 1973, la Capitol Sports Promotions, con Carlos Colón, Victor Jovica e Gorilla Monsoon in qualità di promoter/proprietari dell'organizzazione, fece parte della National Wrestling Alliance (NWA) fino al 1988, quando Gorilla Monsoon lasciò la compagnia.
La società era molto nota a Porto Rico grazie al suo spettacolo televisivo settimanale Super Estrellas de la Lucha Libre, trasmesso ogni fine settimana sul canale WAPA-TV.
Le principali star della compagnia, oltre a Colòn che si ritagliò un ruolo da assoluto protagonista conquistando svariate volte la cintura di campione portoricano, includevano Barrabas, El Tigre Perez, Hugo Savinovich, Gorilla Monsoon, e Huracan Castillo. Famosi tag team erano i Los Super Medicos, i Los Invaders, ed altri.

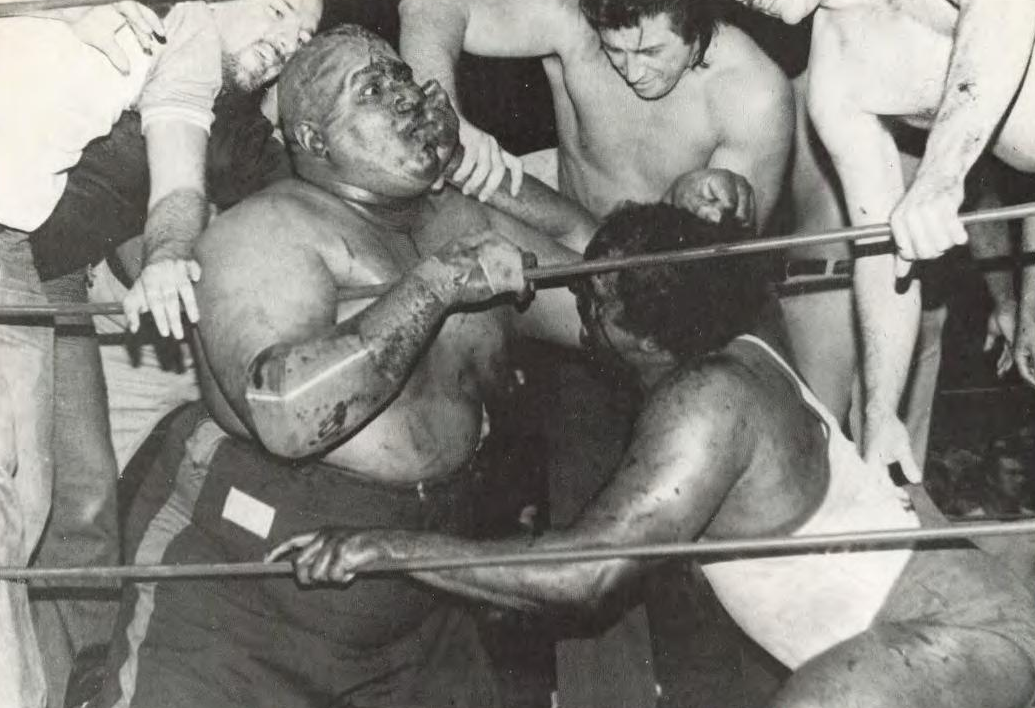
Uno degli incontri tra Carlos Colón e Abdullah the Butcher, con il quale Colón ebbe numerosi feud brutali e sanguinosi per circa vent'anni. Si racconta che Colón abbia affermato: «L'80% del sangue che ho versato sul ring, lo devo ad Abdullah».

Molti nomi importanti del wrestling statunitense andarono a combattere a Porto Rico per la Capitol Sports Promotions durante gli anni settanta ed ottanta. Tra i tanti: Randy Savage, Ric Flair, Bruiser Brody, Dory Funk Jr., Dutch Mantell, Abdullah the Butcher (leggendarie le sue sanguinosi faide con Colòn), Harley Race, Killer Tim Brooks, Ernie Ladd, Rick Martel, e André the Giant.
La federazione divenne inoltre celebre anche per le stipulazioni particolarmente cruente dei suoi incontri come il Fire Match e il Barbed wire match che diedero un enorme contributo alla nascita del genere dell'Hardcore wrestling.
Nel 1983, Rickin Sanchez divenne il promoter principale dell'organizzazione, ed uno dei suoi commentatori tv più familiari insieme a Hugo Savinovich e Joaquin Padin Jr.
La compagnia fu membro della National Wrestling Alliance dal 1979 al 1987. Poiché il mercato portoricano rimaneva un territorio redditizio e "caldo" all'interno dell'organizzazione, la presenza dell'NWA World Heavyweight Championship divenne cosa abituale in molti eventi, principalmente rappresentato da Ric Flair. Il 6 gennaio 1983, Colón sconfisse Flair conquistando il titolo, sebbene il passaggio della cintura non venne mai ufficializzato dalla National Wrestling Alliance.

### Morte di Bruiser Brody
Il 17 luglio 1988, il wrestler Frank Goodish meglio conosciuto come "Bruiser Brody" fu assassinato a Porto Rico, víttima di una serie di coltellate allo stomaco, negli spogliatoi prima di disputare un match per la Capitol Sports. José Huertas González, vero nome del lottatore "El Invader", venne accusato dell'omicidio. Nel gennaio 1989, González venne prosciolto da ogni accusa, avvalendosi della tesi della legittima difesa. Carlos Colón testimoniò in favore di González durante il processo.
A seguito di questo evento luttuoso, la Capitol Sports fu sul punto di scomparire a causa della pubblicità negativa dovuta all'episodio e alla perdita di lottatori provenienti dagli Stati Uniti che si rifiutarono di recarsi a combattere a Porto Rico dopo il fatto di Brody, spaventati dalla mancanza di misure di sicurezza adeguate.

### World Wrestling Council

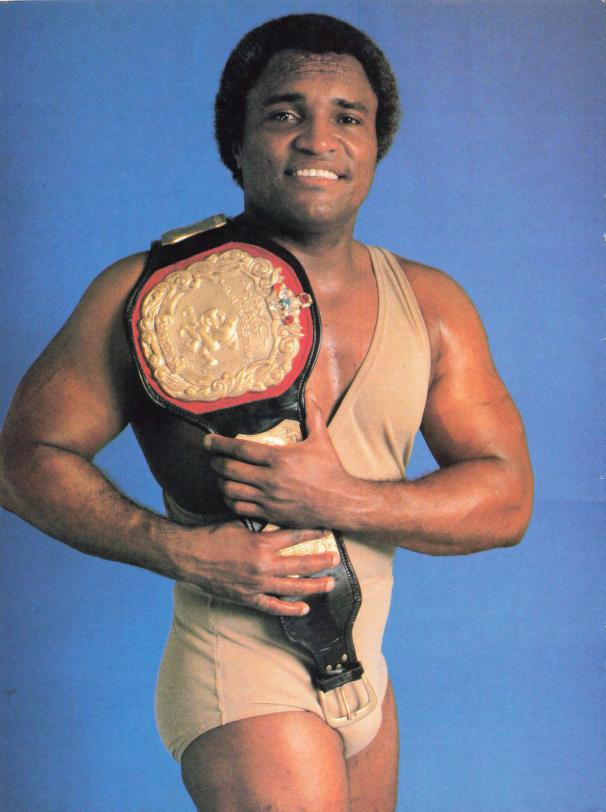
Carlos Colón con la cintura di campione mondiale WWC

Nella metà degli anni novanta, la compagnia cambiò ufficialmente nome in World Wrestling Council. Con il cambio di nome, la federazione iniziò un processo di "riabilitazione" per tornare ad alti livelli e ristabilire la propria credibilità, senza l'apporto di lottatori statunitensi. Uniche eccezioni furono Abdullah the Butcher, gli ormai anziani Dick Murdoch e Ron Garvin, e Mabel, che continuarono a frequentare sporadicamente la federazione. Ma soprattutto la WWC diede più spazio al wrestling femminile, con lottatrici quali La Tigresa, rendendole parte integrante nella ricostruzione della compagnia. Caratteristico del periodo fu lo storico feud tra Ray González e il pàtron Carlos Colón. Durante questo periodo si affacciò sulla scena locale una nuova federazione che si pose come principale rivale della WWC, la International Wrestling Association (IWA). La WWC iniziò inoltre a "spingere" i suoi propri talenti locali, come in tempi recenti, i due fratelli Carly Colón (Carlito) ed Eddie Colón (Primo), arrivati a combattere anche nella WWE. Proprio questo fatto portò però vario malcontento all'interno della compagnia, con molti wrestler contrari alle scelte di booking di Colón, accusato di voler favorire troppo i suoi parenti. Ciò causò il trasferimento di molti lottatori che passarono alla rivale IWA (International Wrestling Association).

### WWC vs. IWA-PR
Con l'avvento del nuovo secolo si verificarono alcuni cambiamenti che crearono problemi al franchise, in particolare la International Wrestling Association (IWA-PR), guidata da Víctor Quiñones, divenne il principale concorrente della WWC dopo avere stipulato un accordo di collaborazione con la World Wrestling Federation (WWF).
La WWC adottò un rigido protocollo per espellere i tifosi problematici, come quelli che lanciavano oggetti sul ring, imitando la rivale IWA.
Nel 2001 la WWC iniziò a collaborare con la XWF, portando Ray González e Carly Colón a lottare in qualche match nella nascente promozione.
Il 12 luglio 2002 Colón Sr. restò coinvolto in una discussione con Kobbo Santarrosa, conduttore dello show televisivo SuperXclusivo di Televicentro. Cinque giorni dopo, ci furono segnalazioni secondo cui l'incidente sarebbe stato inserito in una storyline.
Parallelamente a questo, la promozione dovette affrontare problemi con la regolarità dei pagamenti a diversi lottatori, che non si presentarono a uno show tenutosi il 17 luglio 2002. Dopo tre settimane di mancata presentazione alle date programmate, Ray González lasciò la compagnia e iniziò le trattative con l'IWA. Il 25 luglio 2002, fu riferito che la WWC aveva risposto alla partenza di González portando lottatori dall'estero, in particolare dalla Florida, e aveva completato gli accordi per iniziare la messa in onda delle registrazioni XWF in tandem con la WWC su Televicentro.
Nell'aprile 2003 una causa contro González portò il wrestler a ricevere una citazione in giudizio nel corso di uno spettacolo IWA. Il 21 aprile 2003 fu reso noto che El Nene aveva lasciato la promozione portandosi dietro il Puerto Rico Heavyweight Championship in suo possesso.
Nel maggio 2003, Juan Rivera e Eddie Colón si incontrarono in un ristorante, iniziando a discutere sulle pratiche e sui prodotti delle rispettive promozioni. La IWA trasformò il tutto in un angle, dove sminuivano Colón definendolo un "fan" di Armando Gorbea. Il 29 maggio 2003 fu resa pubblica la copia di una lettera inviata dalla WWC a Telemundo in risposta all'utilizzo del nome "TNT".
Durante l'estate del 2003, l'edizione settimanale di Superestrellas de la Lucha Libre subì una modifica, quando Joe Don Smith lasciò a causa di dissidi di carattere economico e il segmento da lui condotto, Ringside con Joe Don Smith, venne rimosso. Quando José Huertas González passò alla IWA, la WWC si vendicò trasmettendo incontri che coinvolgevano Bruiser Brody.

### Colón promoter della WWE
All'inizio del 2004, fu segnalato che la WWC era interessata a vendere parte delle sue azioni a un investitore esterno, con Panda Energy e Jimmy Hart che emersero come potenziali acquirenti. Nonostante il coinvolgimento di quest'ultimo, eventuali piani futuri di rilancio della XWF e di collaborazione furono messi in stallo. La continuazione del rapporto di lavoro fu anticipata in un segmento del backstage trasmesso settimane dopo. Come parte di queste conversazioni, Hart partecipò a un evento WWC tenutosi il 21 febbraio 2004, portando con sé un gruppo di potenziali investitori.
Il 23 marzo 2004 la WWC mise sotto contratto Dutch Mantell come nuovo capo sceneggiatore. Egli fu anche coinvolto nelle discussioni tra Panda Energy e WWC. Poco dopo fu annunciato che Eddie Colón era stato scelto come rappresentante di Porto Rico nel torneo Americas X Cup della NWA-TNA. Tuttavia, la sua partecipazione venne posticipata. L'accordo portò ulteriori vantaggi, come il passaggio del wrestler NWA-TNA Abyss dalla IWA alla WWC, e l'arrivo di Ron Killings. La IWA rispose contattando la NWA-TNA e proibendo l'utilizzo di wrestler sotto contratto come Apolo, mentre questi avevano relazioni lavorative con la WWC.
L'associazione della compagnia con la NWA-TNA subì una battuta d'arresto quando la WWE non permise che Carly Colón lottasse contro Abyss, citando il fatto che esso poteva essere visto come un incontro interpromozionale. La rivalità tra le promozioni portò anche a scontri occasionali per garantire la disponibilità di una sede dove svolgere uno show o un evento.
Nel maggio 2004, cominciarono a circolare delle voci su una possibile chiusura della promozione, con i lottatori sotto contratto che segnalarono instabilità interna. Queste preoccupazioni si aggravarono quando Mantell lasciò il suo incarico di booker e tornò a lavorare a tempo pieno con la NWA-TNA in previsione delle prime edizioni di TNA Impact!, collaborando con la WWC solo in relazione ad Abyss. Molti talenti decisero di andarsene. La promozione rispose rinnovando la propria immagine, presentando il nuovo logo il 1º giugno 2004. Tuttavia, il pubblico diminuì e, insieme ad altri problemi imprevisti, ciò portò alla cancellazione di una serie di date.
Nel gennaio 2005 la WWC fu costretta a sostituire Abyss negli show dopo che il wrestler aveva richiesto le dimissioni alla TNA.
Il 7 luglio 2005 la WWC annunciò di avere stipulato un accordo esclusivo con la WWE e che avrebbe collaborato alla messa in scena di alcune puntate dal vivo di Raw. Nell'agosto 2005 fu rivelato che la WWE aveva ulteriori piani sia per la IWA sia per la WWC.

### Partnership con la NWS (2005–2006)
Durante gli ultimi mesi del 2005, la WWC strinse un patto d'alleanza con l'emergente promozione New Wrestling Stars (NWS), che aveva appena rotto i rapporti di collaborazione con la IWA. Entrambe le compagnie collaborarono ad una storyline secondo la quale José Luis Rivera, José Chaparro e Cesar Vargas tentavano senza successo di acquistare la WWC, dando il via ad una guerra interpromozionale. L'evento Aniversario 2005 fu organizzato congiuntamente e vide una serie di incontri tra wrestler di entrambe le promozioni, incluso quello dove Carlito conquistò il titolo WWC sconfiggendo Shane Sewell. In marzo venne annunciato che sarebbero arrivati altri lottatori dalla NWA-TNA.
In aprile, parte della dirigenza NWS si scisse per formare la World Wrestling Stars (WWS). Il 19 aprile 2006 i restanti dirigenti della NWS fecero una riunione per fare fronte alla crisi e decisero di continuare ad operare mediante un nuovo accordo con la WWC. Nell'ultima settimana di giugno, German Figueroa lasciò la IWA per passare alla NWS nonostante fosse ancora sotto contratto. La settimana seguente, la NWS fu costretta a cancellare uno show a causa di un problema con un promotore della WWC, dando il via a un conflitto interno. L'8 luglio 2006 fu annunciato che la NWS e la WWC cessavano ogni collaborazione.

### 50º anniversario (2023)
Nel raggiungere il suo cinquantesimo anniversario dalla fondazione, nel 2023 la WWC divenne l'ottava promozione di wrestling più antica al mondo dopo Consejo Mundial de Lucha Libre (fondata nel 1933), NWA (1948), WWE (1953), ECWA (1967), All Star Wrestling in Gran Bretagna (1970) e New Japan Pro Wrestling/All Japan Pro Wrestling (1972). La compagnia cominciò ad analizzare la possibilità di espandersi anche nello Stato della Florida, dove esiste un largo seguito di portoricani in forte crescita. Infine la WWC riportò José Roberto Rodríguez e Hugo Savinovich nello staff direttivo dietro le quinte.

## Eventi annuali
- Euphoria
- La Hora de la Verdad
- Camino a la Gloria
- Honor vs Traición
- Summer Madness
- Septiembre Negro
- WWC Aniversario
- Halloween Wrestling Xtravaganza
- Crossfire
- Lockout

## Titoli

### Attuali
| Titolo:                                   | Campione:     | Data:           | Luogo   |
| ----------------------------------------- | ------------- | --------------- | ------- |
| WWC Universal Heavyweight Championship    | Chicano       | 28 giugno 2025  | Bayamón |
| WWC Puerto Rico Heavyweight Championship  | Tony Leyenda  | 28 giugno 2025  | Bayamón |
| WWC World Tag Team Championship           | La Revolucion | 31 maggio 2025  | Bayamón |
| WWC World Television Championship         | Amaddeo Sole  | 1º marzo 2025   | Bayamón |
| WWC World Junior Heavyweight Championship | JC Jexx       | 11 gennaio 2025 | Bayamón |
| WWC Caribbean Heavyweight Championship    | Zcion RT1     | 1º marzo 2025   | Bayamón |
| WWC Women's Championship                  | Elena Negroni | 26 aprile 2025  | Moca    |

### Soppressi e inattivi
| Titolo:                                                            | Ultimo campione:                                    | Data:             | Note: |
| ------------------------------------------------------------------ | --------------------------------------------------- | ----------------- | --- |
| WWC Caribbean Tag Team Championship                                | The Latin Connection (Ray González & Ricky Santana) | 28 settembre 1991 | Abbandonato il 2 dicembre 1991 |
| WWC Dominican Republic Heavyweight Championship                    | El Bronco                                           | 22 settembre 2001 | Inattivo dal 2001 |
| WWC Hardcore Championship                                          | Sabu                                                | dicembre 2003     | Inattivo dal 2003 |
| WWC Intercontinental Heavyweight Championship                      | Pierroth Jr.                                        | 3 aprile 1999     | Abbandonato il 13 dicembre 1999 Il titolo era originariamente della International Wrestling Revolution Group (IWRG) e si chiamava IWRG Intercontinental Heavyweight Championship. Venne riconosciuto dalla World Wrestling Council come WWC Intercontinental Heavyweight Championship ma la IWRG non riconobbe i regni da campioni di Pierroth Jr. e Shane. |
| WWC North American Heavyweight Championship                        | Manny Fernandez                                     | settembre 1991    | Abbandonato nel 1991 |
| NWA North American Tag Team Championship (Puerto Rico/WWC version) | The Hunters (Bob Brown & Dale Veasey)               | 20 giugno 1987    | Abbandonato nel novembre 1987 |
| WWC Women's Championship                                           | La Morena                                           | 5 febbraio 2011   | Abbandonato nel 2011 |